# Matthias Flohr
Matthias Flohr (ur. 29 marca 1982 w Akwizgranie) – niemiecki piłkarz ręczny, grający na pozycji lewoskrzydłowego bądź obrotowego. Obecnie występuje w Bundeslidze, w drużynie HSV Hamburg.

## Kariera
- BTB Aachen
- ATG Aachen
- HSV Hamburg

## Sukcesy
- 2006, 2010: puchar Niemiec
- 2007: puchar EHF
- 2007, 2009, 2010: wicemistrzostwo Niemiec
- 2008: brązowy medal mistrzostw Niemiec
- 2009, 2010: superpuchar Niemiec
- 2011: mistrzostwo Niemiec
- 2011: brązowy medal Ligi Mistrzów